# Xã Upper Gwynedd, Quận Montgomery, Pennsylvania
Xã Upper Gwynedd (tiếng Anh: Upper Gwynedd Township) là một xã thuộc quận Montgomery, tiểu bang Pennsylvania, Hoa Kỳ. Năm 2010, dân số của xã này là 15.552 người.